# Chamaemyia nigripes
Chamaemyia nigripes är en tvåvingeart som beskrevs av Macquart 1835. Chamaemyia nigripes ingår i släktet Chamaemyia och familjen markflugor.
Artens utbredningsområde är Frankrike. Inga underarter finns listade i Catalogue of Life.